# Nissan Leopard
Nissan Leopard – samochód osobowy klasy średniej-wyższej produkowany przez japońską firmę Nissan w latach 1980-1999. Dostępny jako 4-drzwiowy sedan. Do napędu używano silników R4, R6 i V6. Moc przenoszona była na oś tylną (opcjonalnie AWD - IV generacja). Powstały cztery generacje modelu.

## Dane techniczne ('86 V6 2.0 Turbo)

### Silnik
- V6 2,0 l (1998 cm³), 2 zawory na cylinder, SOHC, turbo
- Układ zasilania: b/d
- Średnica cylindra × skok tłoka: b/d
- Stopień sprężania: b/d
- Moc maksymalna: 155 KM (114 kW)
- Maksymalny moment obrotowy: b/d

### Osiągi
- Przyspieszenie 0-100 km/h: b/d
- Prędkość maksymalna: b/d

## Dane techniczne ('99 V6 3.0)

### Silnik
- V6 3,0 l (2987 cm³), 4 zawory na cylinder, DOHC, turbo
- Układ zasilania: wtrysk bezpośredni
- Średnica cylindra × skok tłoka: 93,00 mm × 73,30 mm
- Stopień sprężania: 11,0:1
- Moc maksymalna: 230 KM (169 kW) przy 6400 obr./min
- Maksymalny moment obrotowy: 294 N•m przy 4000 obr./min

### Osiągi
- Przyspieszenie 0-100 km/h: b/d
- Prędkość maksymalna: b/d

## Galeria

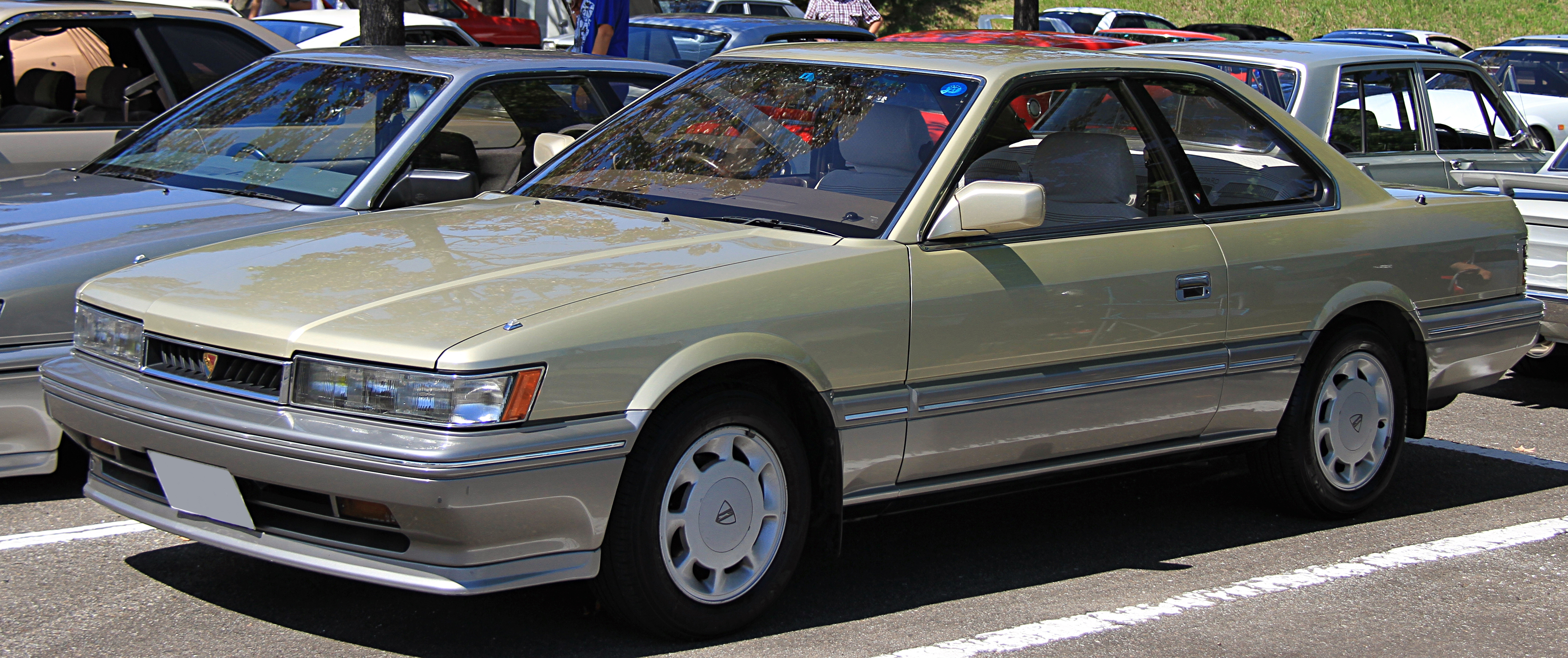
'86-'88 Leopard
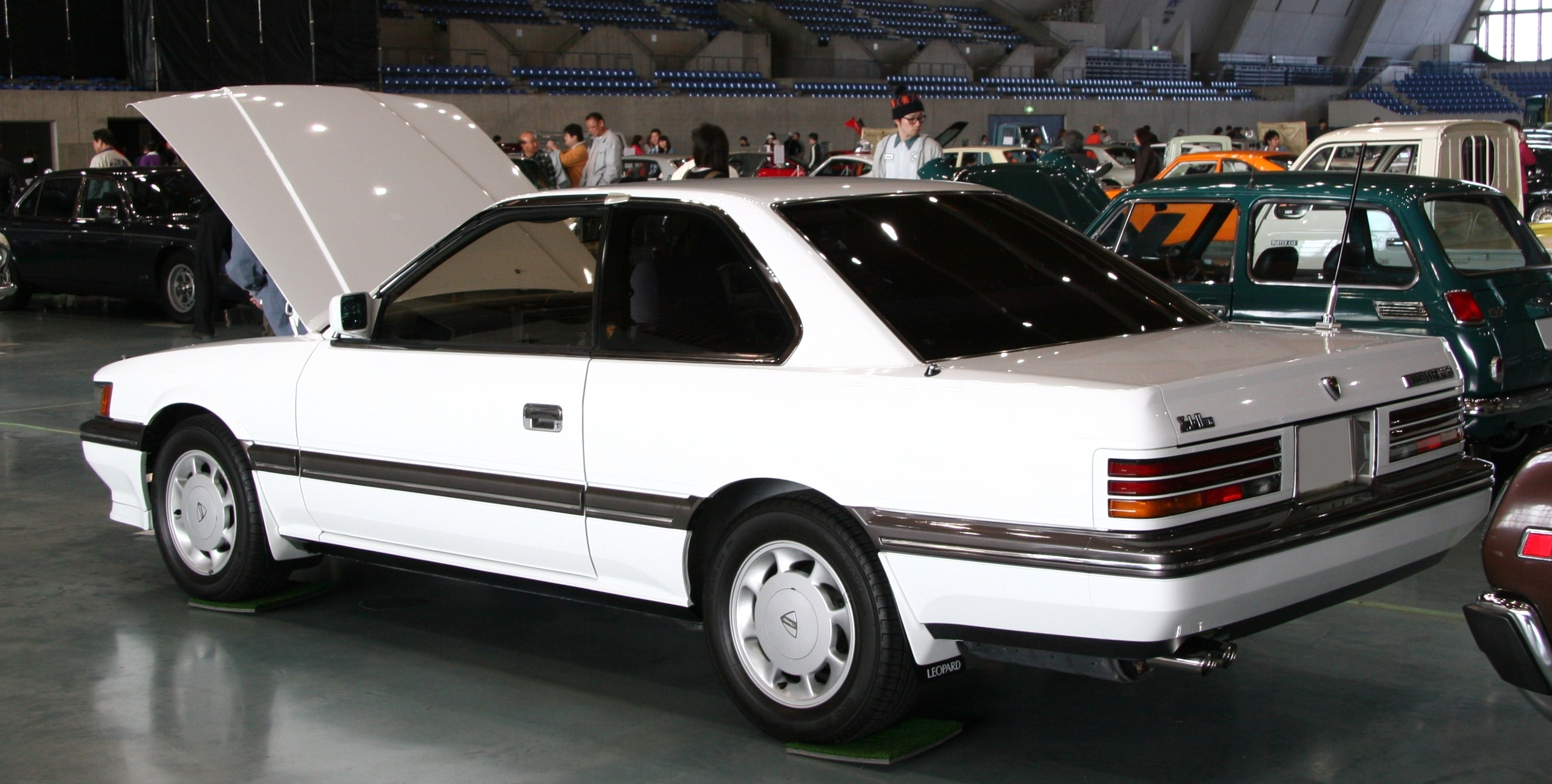
'86-'88 Leopard
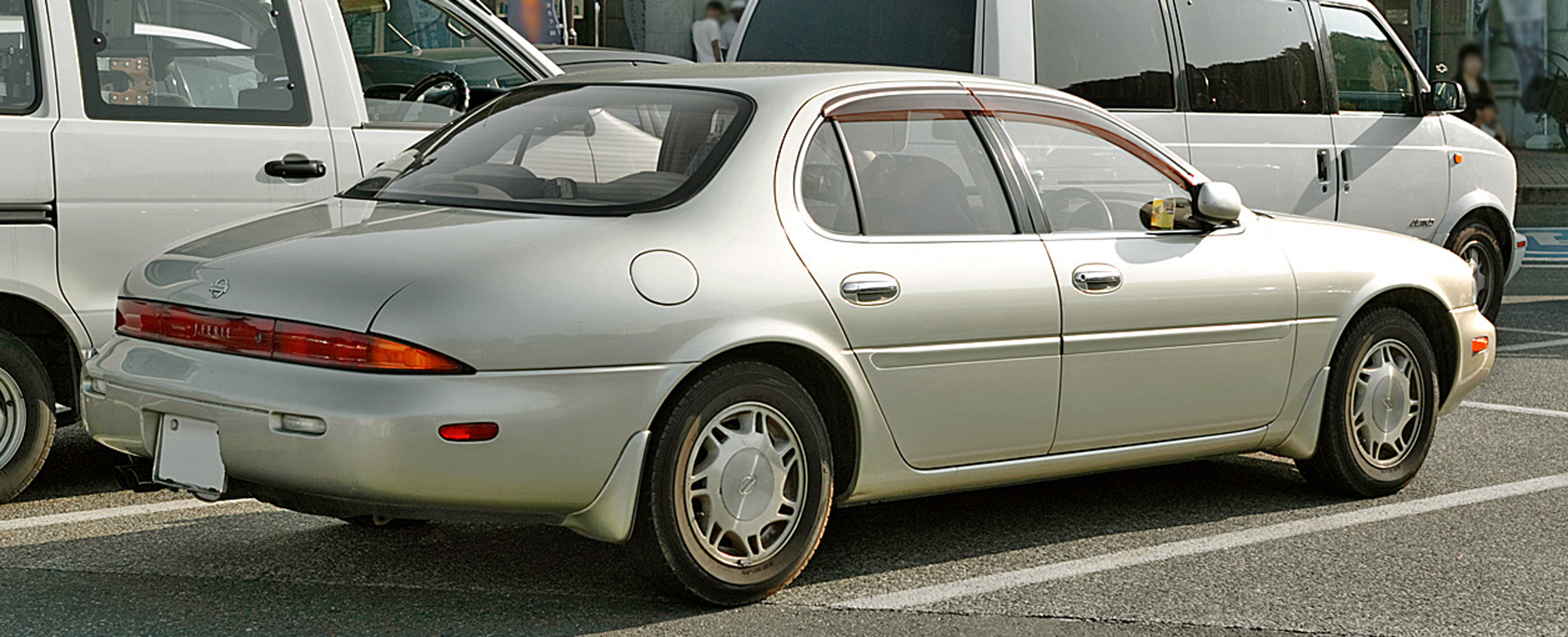
'92-'97 Leopard
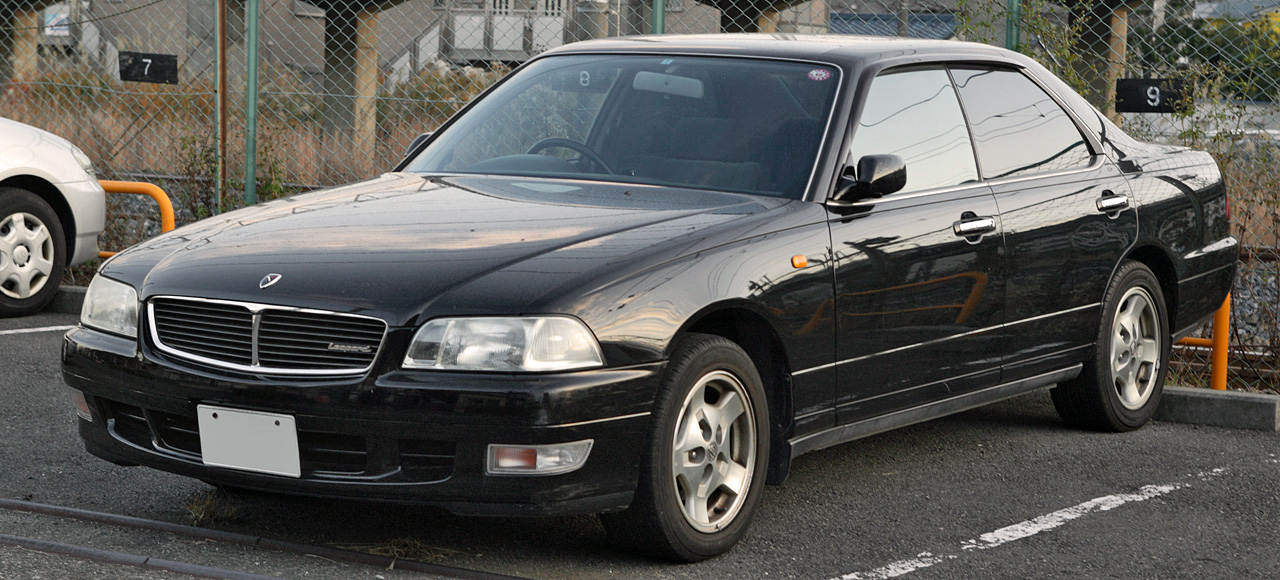
'96-'99 Leopard